# Saxifraga habaensis
Saxifraga habaensis är en stenbräckeväxtart som beskrevs av Cheng Yih Wu och H.Chuang. Saxifraga habaensis ingår i Bräckesläktet som ingår i familjen stenbräckeväxter. Inga underarter finns listade i Catalogue of Life.